# Albury (New South Wales)
 For alternative betydninger, se Albury. (Se også artikler, som begynder med Albury)
Albury er en større by i New South Wales i Australien. Den ligger ved Hume Highway og på nordsiden af Murray River, som danner grænsen til Victoria. Albury er hovedsæde i lokalregeringsområdet City of Albury.
Albury havde i 2016 en befolkning på 47.974. Murray River adskiller Albury fra dens tvillingeby i Victoria, Wodonga. Sammen udgør de et byområde med en befolkning på 89.007. Albury ligger 554 kilometer fra Sydney og 326 kilometer fra Melbourne.

## Historie
Det aboriginske Wiradjuri folk var de første, som vides at have bosat sig i området. De var jægere, fiskere og samlere, som levede i familiegrupper eller klaner spredt i det centrale New South Wales.
I det 21. århundrede bor der større grupper af Wiradjuri i Condobolin, Peak Hill, Narrandera og Griffith. Der er også en del i Wagga Wagga og Leeton samt mindre grupper i West Wyalong, Parkes, Dubbo, Forbes, Cootamundra, Cowra og Young.

### Europæiske udforskning
De to opdagelsesrejsende Hume og Hovell nåede frem til, hvad de på deres kort kaldte 'Crossing Point', hvor Albury nu ligger ved Murray River, den 16. november 1824. De kaldte floden Hume River efter Humes far. Derefter fortsatte de deres rejse mod syd til Westernport i Victoria. I 1830 nåede kaptajn Charles Sturt frem til Hume River tæt på sammenløbet med Murrumbidgee River. Han vidste ikke det var Hume River og gav floden navnet Murray River. Begge navne blev brugt et stykke tid, men Murray endte med at blive det foretrukne. Aboriginerne kaldte floden Millewa. Hume og Howells 'Crossing Point' var et vadested, hvor man som regel kunne krydse floden til fods om sommeren.

### Europæisk bosætning
De første ulovlige bosættere, også kaldet squatters, som fulgte efter de opdagelsesrejsende var William Wyse og Charles Ebden.
De første europæiske bygninger, der blev opført ved vadestedet var en lagerbygning og nogle små hytter. Landmåleren Thomas Townsend fik i 1838 til opgave at lave opmålinger til ny by. Han planlagde en by afgrænset af Wodonga Place mod vest, Hume Street mod nord nord, Kiewa Street mod øst og Nurigong Street mod syd. Townsend Street var den eneste anden vej i retning nord-syd, og Ebden og Hovell Streets var de eneste andre veje i retning øst–vest. Townsend foreslog det aboriginske navn for området Bungambrawatha som navn for den nye bosættelse, men da hans plan endelig blev godkendt og annonceret i den statslige Government Gazette 13. april 1839, var navnet ændret til Albury.
Det siges at Albury blev opkaldt efter en landsby i Kent i England, som den angiveligt lignede, men det virker ikke korrekt, da der ikke findes en landsby kaldet Albury i Kent. Mere sandsynligt er det Albury i det nærtliggende Surrey, som ligger ved den lille flod Tillingbourne og var en betydelig by i det 18. århundrede med møller og industri.

### Grænseby
I 1847 havde Albury to pubber, en håndfuld hytter, en politikaserne og en smedje. En lille færge sejlede fra 1844 over Murray River. Alburys posthus åbnede 1. april 1843, lukkede i 1845, men genåbnede 1. februar 1847.
I 1851 blev Victoria udskilt fra New South Wales som en ny britisk koloni. Grænsen gik langs Murray River, og Albury var pludseligt en grænseby. Stigende handel med Melbourne førte til at den første bro over Murray blev bygget i 1860 efter tegninger af William Snell Chauncy. Albury blev toldstation mellem de to kolonier, da New South Wales valgte en protektionistisk tilgang efter kolonien fik en forfatning i 1856.
Albury var på denne tid begyndt at vokse betydeligt, og tysktalende immigranter begyndte at dyrke vin i området. I 1870'erne var der et smørmejeri, mølle og vingårde.
Jernbanen fra Sydney nåede til Albury i 1881. En midlertidig træbro forbandt jernbanen med det victorianske jernbanenet i 1883. New South Wales og Victoria havde forskellige sporvidder indtil 1962, hvor det første tog kørte direkte fra Sydney til Melbourne. De to kolonier kunne til at begynde med ikke blive enige om, hvor skiftestedet skulle være, så de bestilte en dyr jerngitterbro i Skotland, som kunne have begge sporvidder.
I 1888 fik Albury sin første skolebygning. Albury High School åbnede i Kiewa Street i 1927.

### Det 20. århundrede
En kongelig kommission, der var nedsat til at finde Australiens nye hovedstad, anbefalede i 1903 Albury og Tumut som de foretrukne kandidater til en national hovedstad. Forslaget mødte stor modstand fra de lokale indbyggere, og til et offentligt møde stemte kun et medlem af parlamentet for Albury – Isaac Isaacs, valgt i Indi, som er et valgdistrikt i Victoria umiddelbart syd for Albury. Da der heller ikke var stor støtte til andre byer, førte det til, at man valgte at bygge en helt ny hovedstad, Canberra.
I 1934 gennemførte en Douglas DC-2 flyvemaskine fra KLM ("Uiver"), som deltog i MacRobertson Trophy Air Race (også kendt som London Melbourne Air Race), en nødlanding på byens galopbane efter, at besætningen havde mistet orienteringen i et kraftigt tordenvejr. Ved hjælp af byens gadebelysning signalerede man i Morse-kode A-L-B-U-R-Y til flybesætningen og derefter guidede man "Uiver" til en sikker landing. Et landingsbane på galopbanen blev oplyst af forlygterne på biler, der tilhørte lokale indbyggere, som havde reageret på særnyheder på ABC radiostationen 2CO. Efter at have tanket op næste dag, hjalp mange lokale frivillige med at trække flyet ud af mudderet, så det kunne starte og fortsætte til Melbourne, hvor det vandt førsteprisen i løbets handicap-kategori og blev nummer to i alt.
Albury og Wodonga spillede en rolle i 2. verdenskrig, da der blev placeret våbendepoter i nærtliggende Bandiana og Bonegilla.
Albury fik i 1946 status som city, hvilket tidligere var en formel status i Australien. Byen spillede en rolle i efterkrigstidens indvandring til Australien, da Australiens første modtagelsescenter for indvandrere, Bonegilla Migrant Reception and Training Centre, blev åbnet i 1947.
Albury og Wodongas beliggenhed i forhold til hinanden har ofte ført til ønsker om at danne en samlet by. I 1973 planlagde Whitlam-regeringen at kanalisere noget af den ukontrollerede vækst i Australiens store kystbyer (især Sydney og Melbourne) ind i de centrale dele af landet. Der blev lavet store planer om at gøre Albury-Wodonga til en storby og den australske regering eksproprierede store landbrugsområder rundt om byerne. Nogle industrivirksomheder blev lokket til, men snart 50 år efter er befolkningstallet kun omkring 90.000, langt fra de planlagte 300.000.

## Befolkning
I følge folketællingen i 2016 boede der 51.076 mennesker i Albury.
- Aboriginere og Torres Strait-øboere udgjorde 2,9% af befolkningen.
- 81,2% var født i Australien. Andre var født i England 1,9%, Indien 1,2%, New Zealand 1,0%, Filippinerne 0,6% og Bhutan 0,6%.
- 86,0% taler kun engelsk hjemme. Andre sprog, der bliver talt hjemme er nepali 1,1%, punjabi 0,6%, mandarin 0,3%, græsk 0,3% og hindi 0,3%.
- De hyppigste svar for religion var ingen religion 27,7%, katolicisme 25,4% og anglicisme 16,7%.[1]

## Geografi
Albury er beliggende over Murray Rivers flodslette i bakkerne for foden af Great Dividing Range. Albury, ved lufthavnen, er 164 meter over havets overflade.

### Klima
Albury har et varmt, tempereret klima, med kølige, fugtige vintre og varme, tørre somre. Efter Köppens klimaklassifikation har Albury et fugtigt subtropisk klima (Cfa), men har også tendenser til middelhavsklima (Csa).
Om sommeren er den daglige højeste temperatur i gennemsnit 30° C med lav fugtighed, men der er betydelig daglig variation. I gennemsnit er der 17 dage med temperaturer over 35° C om sommeren. Om vinteren er gennemsnittet 12° C med mange overskyede dage. Det er også den årstid med mest nedbør. Albury har omkring 20 dage om året, hvor temperaturerne kommer under frysepunktet, selvom skydækket begrænser frosten. Slud forekommer om vinteren, men blivende sne er sjældent. Den højest målte temperatur i Albury er 46,1 °C og er fra 4. januar 2020. Den laveste temperatur er −4.0 °C, som blev målt 8. august 1994 (begge målt ved Airport AWS station).
Alburys årlige middelnedbør er 692 millimeter, hvilket er mere end Melbourne men mindre end Sydney. Det kan regne hele året, men det meste af nedbøren falder i vintermånederne. Juli er den vådeste med et gennemsnit på 76 millimeter og februar den tørreste med 43 millimeter. Albury har en ret høj fordampning om sommeren, som gør at landskabet ser mere tørt ud end for eksempel Melbourne, som får mindre regn (om vinteren er Albury dog meget grønnere). Vejret i Albury er meget solrigt. Byen får i gennemsnit 108 dage om året med klar himmel (med hovedparten af dagene om sommeren eller efteråret). Den solrigeste måned er januar med 14,6 dage med blå himmel (og 7,7 overskyede dage). Den mest skyede måned er juli med 17,5 overskyede dage (og kun 3,9 dage med blå himmel).
| Vejr for Albury (Hume Reservoir) (1922–2020); 184 m AMSL; 36° 06′ 14.04″ S | Vejr for Albury (Hume Reservoir) (1922–2020); 184 m AMSL; 36° 06′ 14.04″ S | Vejr for Albury (Hume Reservoir) (1922–2020); 184 m AMSL; 36° 06′ 14.04″ S | Vejr for Albury (Hume Reservoir) (1922–2020); 184 m AMSL; 36° 06′ 14.04″ S | Vejr for Albury (Hume Reservoir) (1922–2020); 184 m AMSL; 36° 06′ 14.04″ S | Vejr for Albury (Hume Reservoir) (1922–2020); 184 m AMSL; 36° 06′ 14.04″ S | Vejr for Albury (Hume Reservoir) (1922–2020); 184 m AMSL; 36° 06′ 14.04″ S | Vejr for Albury (Hume Reservoir) (1922–2020); 184 m AMSL; 36° 06′ 14.04″ S | Vejr for Albury (Hume Reservoir) (1922–2020); 184 m AMSL; 36° 06′ 14.04″ S | Vejr for Albury (Hume Reservoir) (1922–2020); 184 m AMSL; 36° 06′ 14.04″ S | Vejr for Albury (Hume Reservoir) (1922–2020); 184 m AMSL; 36° 06′ 14.04″ S | Vejr for Albury (Hume Reservoir) (1922–2020); 184 m AMSL; 36° 06′ 14.04″ S | Vejr for Albury (Hume Reservoir) (1922–2020); 184 m AMSL; 36° 06′ 14.04″ S | Vejr for Albury (Hume Reservoir) (1922–2020); 184 m AMSL; 36° 06′ 14.04″ S |
|                                                                            | Jan                                                                        | Feb                                                                        | Mar                                                                        | Apr                                                                        | Maj                                                                        | Jun                                                                        | Jul                                                                        | Aug                                                                        | Sep                                                                        | Okt                                                                        | Nov                                                                        | Dec                                                                        | År                                                                         |
| -------------------------------------------------------------------------- | -------------------------------------------------------------------------- | -------------------------------------------------------------------------- | -------------------------------------------------------------------------- | -------------------------------------------------------------------------- | -------------------------------------------------------------------------- | -------------------------------------------------------------------------- | -------------------------------------------------------------------------- | -------------------------------------------------------------------------- | -------------------------------------------------------------------------- | -------------------------------------------------------------------------- | -------------------------------------------------------------------------- | -------------------------------------------------------------------------- | -------------------------------------------------------------------------- |
| Højest målte °C                                                            | 45,5                                                                       | 44,9                                                                       | 39,2                                                                       | 34,8                                                                       | 28,2                                                                       | 21,6                                                                       | 21,3                                                                       | 24,3                                                                       | 29,8                                                                       | 35,2                                                                       | 40,5                                                                       | 42,1                                                                       | 45,5                                                                       |
| Gennemsnitlig maks °C                                                      | 31                                                                         | 30,5                                                                       | 27,1                                                                       | 21,8                                                                       | 16,7                                                                       | 13,1                                                                       | 12,3                                                                       | 14,2                                                                       | 17,4                                                                       | 21,1                                                                       | 25,2                                                                       | 28,7                                                                       | 21,6                                                                       |
| Gennemsnitlig min °C                                                       | 16,6                                                                       | 16,6                                                                       | 13,9                                                                       | 10,1                                                                       | 7                                                                          | 4,8                                                                        | 4,1                                                                        | 4,9                                                                        | 6,7                                                                        | 9,2                                                                        | 11,8                                                                       | 14,5                                                                       | 10                                                                         |
| Lavest målte °C                                                            | 6,8                                                                        | 6,7                                                                        | 3,6                                                                        | 1,1                                                                        | −1,7                                                                       | −2,7                                                                       | −2,8                                                                       | −2,3                                                                       | −1,8                                                                       | 1,2                                                                        | 2,8                                                                        | 4,4                                                                        | −2,8                                                                       |
| Gennemsnitlig nedbør mm                                                    | 46,5                                                                       | 42,8                                                                       | 46,7                                                                       | 52,5                                                                       | 58,8                                                                       | 67,1                                                                       | 75,8                                                                       | 75,7                                                                       | 60,4                                                                       | 66,9                                                                       | 53                                                                         | 49,7                                                                       | 691,5                                                                      |
| Gns. dage med nedbør (≥ 0.2 mm)                                            | 5,6                                                                        | 5,4                                                                        | 5,8                                                                        | 7,2                                                                        | 10,2                                                                       | 12,4                                                                       | 14,3                                                                       | 13,7                                                                       | 11,1                                                                       | 10,1                                                                       | 8,1                                                                        | 6,7                                                                        | 110,6                                                                      |
| Kilde: Australian Bureau of Meteorology; Hume Reservoir                    |                                                                            |                                                                            |                                                                            |                                                                            |                                                                            |                                                                            |                                                                            |                                                                            |                                                                            |                                                                            |                                                                            |                                                                            |                                                                            |

### Albury Airport AWS (1993–2020)
| Vejr for Albury Airport AWS (1993–2020); 164 m AMSL; 36° 04′ 08.04″ S | Vejr for Albury Airport AWS (1993–2020); 164 m AMSL; 36° 04′ 08.04″ S | Vejr for Albury Airport AWS (1993–2020); 164 m AMSL; 36° 04′ 08.04″ S | Vejr for Albury Airport AWS (1993–2020); 164 m AMSL; 36° 04′ 08.04″ S | Vejr for Albury Airport AWS (1993–2020); 164 m AMSL; 36° 04′ 08.04″ S | Vejr for Albury Airport AWS (1993–2020); 164 m AMSL; 36° 04′ 08.04″ S | Vejr for Albury Airport AWS (1993–2020); 164 m AMSL; 36° 04′ 08.04″ S | Vejr for Albury Airport AWS (1993–2020); 164 m AMSL; 36° 04′ 08.04″ S | Vejr for Albury Airport AWS (1993–2020); 164 m AMSL; 36° 04′ 08.04″ S | Vejr for Albury Airport AWS (1993–2020); 164 m AMSL; 36° 04′ 08.04″ S | Vejr for Albury Airport AWS (1993–2020); 164 m AMSL; 36° 04′ 08.04″ S | Vejr for Albury Airport AWS (1993–2020); 164 m AMSL; 36° 04′ 08.04″ S | Vejr for Albury Airport AWS (1993–2020); 164 m AMSL; 36° 04′ 08.04″ S | Vejr for Albury Airport AWS (1993–2020); 164 m AMSL; 36° 04′ 08.04″ S |
|                                                                       | Jan                                                                   | Feb                                                                   | Mar                                                                   | Apr                                                                   | Maj                                                                   | Jun                                                                   | Jul                                                                   | Aug                                                                   | Sep                                                                   | Okt                                                                   | Nov                                                                   | Dec                                                                   | År                                                                    |
| --------------------------------------------------------------------- | --------------------------------------------------------------------- | --------------------------------------------------------------------- | --------------------------------------------------------------------- | --------------------------------------------------------------------- | --------------------------------------------------------------------- | --------------------------------------------------------------------- | --------------------------------------------------------------------- | --------------------------------------------------------------------- | --------------------------------------------------------------------- | --------------------------------------------------------------------- | --------------------------------------------------------------------- | --------------------------------------------------------------------- | --------------------------------------------------------------------- |
| Højest målte °C                                                       | 46,1                                                                  | 44,8                                                                  | 38,5                                                                  | 34,6                                                                  | 28,8                                                                  | 21,8                                                                  | 20,5                                                                  | 24,3                                                                  | 29,5                                                                  | 36                                                                    | 40,9                                                                  | 43,2                                                                  | 46,1                                                                  |
| Gennemsnitlig maks °C                                                 | 32,5                                                                  | 31,2                                                                  | 27,8                                                                  | 22,7                                                                  | 17,6                                                                  | 14                                                                    | 13,2                                                                  | 14,9                                                                  | 18                                                                    | 22                                                                    | 26,2                                                                  | 29,6                                                                  | 22,5                                                                  |
| Gennemsnitlig min °C                                                  | 16,7                                                                  | 16,2                                                                  | 13                                                                    | 8,5                                                                   | 5,5                                                                   | 3,6                                                                   | 3,2                                                                   | 3,5                                                                   | 5,6                                                                   | 8                                                                     | 11,7                                                                  | 14,1                                                                  | 9,1                                                                   |
| Lavest målte °C                                                       | 6                                                                     | 6,8                                                                   | 4,3                                                                   | 0,6                                                                   | −2,4                                                                  | −3,7                                                                  | −3,5                                                                  | −4                                                                    | −1,9                                                                  | −0,5                                                                  | 2,4                                                                   | 4,5                                                                   | −4                                                                    |
| Gennemsnitlig nedbør mm                                               | 39,3                                                                  | 44,8                                                                  | 44,4                                                                  | 42,4                                                                  | 51,5                                                                  | 60,9                                                                  | 64                                                                    | 65,9                                                                  | 53,8                                                                  | 47,4                                                                  | 59,7                                                                  | 42,5                                                                  | 609,9                                                                 |
| Gns. dage med nedbør (≥ 0.2 mm)                                       | 6                                                                     | 5,3                                                                   | 5,3                                                                   | 6,1                                                                   | 9,5                                                                   | 14                                                                    | 16,4                                                                  | 13,9                                                                  | 10,6                                                                  | 8                                                                     | 8                                                                     | 6,6                                                                   | 109,7                                                                 |
| Gns. luftf. eftermiddag (%)                                           | 28                                                                    | 33                                                                    | 34                                                                    | 41                                                                    | 54                                                                    | 64                                                                    | 64                                                                    | 57                                                                    | 53                                                                    | 45                                                                    | 39                                                                    | 30                                                                    | 45                                                                    |
| Kilde: Bureau of Meteorology                                          |                                                                       |                                                                       |                                                                       |                                                                       |                                                                       |                                                                       |                                                                       |                                                                       |                                                                       |                                                                       |                                                                       |                                                                       |                                                                       |

### Byens udformning
Det centrale Albury ligger mellem jernbanen, Murray River og Monument Hill. Butikker og kontorer er koncentreret omkring Dean Street. Ved pladsen QEII Square er en række kulturinstitutioner samlet: Albury Library Museum, Murray Art Museum Albury (MAMA), Albury Entertainment Centre and Convention Centre og Murray Conservatorium. Her ligger også postkontor, politistation, retsbygning og Saint Matthews Anglikanske Kirke (som er genopbygget efter at være ødelagt af en brand i 1990). Albury Citys rådhus ligger i Kiewa Street.
Forrest Hill ligger direkte nordvest for centrum og dækker området mellem Monument Hill og Nail Can Hill. Mod vest ligger forstaden West Albury. West Albury består primært af beboelsesområder, men her ligger også et mindesmærke for 1. verdenskrig. West Albury var tidligere et vådområde, men nu er kun Horseshoe Lagoon sydvest for forstaden tilbage.
East Albury ligger øst for centrum. Den har beboelsesområder, parkområder og let industri. Her ligger også Albury Base Hospital og byens lufthavn. Mungabareena Reserve ligger ved Murray syd for lufthavnen og er et aboriginsk kultursted. Mungabareena betyder "sted med en masse snak" på Wiradjuri-sproget.
South Albury har blandede bolig- og industrikvarterer. Flodsletten syd for jernbanen og Hume Highway bliver stadig brugt til landbrug og græsning. Siden 1990'erne har man kraftigt reduceret risikoen for oversvømmelser i området.
North Albury var dækket af frugtplantager og vinmarker i den første del af det 20. århundrede, og hvor James Fallon High School nu ligger, var der tidligere en sump. Efter 2. verdenskrig er området blev bebygget med boliger.
Lavington er Alburys største forstad og den eneste med eget postnummer (2641 mod 2640 for resten af Albury). Forstaden fik oprindeligt navnet Black Range i 1850'erne, men blev omdøbt til Lavington i 1910. Tidligere lå den i Hume Shire, men blev indlemmet i City of Albury i 1950'erne. Herefter er Lavington løbende blev udbygget med boliger og forretninger. Indtil 2007 gik Hume Highway igennem centrum af Lavington, men i dag bliver den ført udenom.
Thurgoona, øst for Lavington, blev udbygget som en beboelsesforstad i 1970'erne. I 1990'erne blev et nyt campus for Charles Sturt University anlagt her. En stor golfklub (Thurgoona Country Club Resort) ligger også i forstaden.
Det centrale Alburys huse og bygninger har et specielt nummersystem, som blev introduceret i 1920. Centrum af byen er defineret som krydset mellem øst-vestgående Dean Street og nord-sydgående Olive Street. nord-sydgående veje har nummer 500, hvor de krydser Dean Street. Mod nord stiger numrene og mod syd falder. Tilsvarende er tilfældet med de øst-vestgående veje, hvor nr. 500 ligger, hvor de krydser Olive Street. Målet var, at det skulle være lettere at orientere sig i byen.

### Lake Hume
Lake Hume ligger 10 kilometer oppe af Murray River i forhold til Albury. Byggeriet af dæmningen Hume Dam tog 17 år fra 1919 til 1936. Et vandkraftværk har en kapacitet på 60 MW, som leveres til det nationale elnet. Når søen er fuld, dækker den 80 km2.
Søen blev lavet med henblik på kunstvanding og har medført store ændringer for flodens strømning og hele økosystemet. Før dæmningen var vandmængden i floden lav sommer og efterår, men steg om vinteren på grund af årstidens nedbør for derefter at nå toppunktet sent forår, når sneen smeltede i bjergene. I dag er det omvendt. Der er relativt lidt vand i floden om vinteren og ingen oversvømmelse, når sneen smelter i bjergene, men relativt meget vand i det sene forår, sommer og det tidlige efterår, hvor behovet for kunstvanding er størst. Vandet, som bliver lukket ud fra dæmningen, er relativt koldt, mindst 10 °C koldere end naturligt. Disse ændringer har ført til at floden kan tørre ud, og en stor del af de indfødte fisk er forsvundet eller findes i langt mindre bestande end tidligere. Det gælder blandt anden den ikoniske Murray Cod.

### Flora og fauna
Flere truede dyrearter kan findes i Albury, heriblandt frøen Crinia sloane, kongehonningæder og flyvepungegernet Petaurus norfolcensis.

## Transport

### Vejnet
Størstedelen af al transport i Albury foregår med bil, men trafikken er normalt begrænset. Lokal offentlig transport leveres af private busselskaber. 
Albury ligger ved den gamle Hume Highway og er et vigtigt knudepunkt for handel mellem delstaterne. I marts 2007 åbnede Hume Freeway, som leder Hume Highway uden om det centrale Albury. Den nye hovedvej krydser Murray River over broen Spirit of Progress Bridge. Projektet kostede 518 millioner AUD, og var dengang det hidtil dyreste regionale vejprojekt i Australien.
Andre mindre hovedveje går gennem Albury. Det gælder Riverina Highway, som mod vest går til Berrigan og Deniliquin og mod øst til Lake Hume. Ligeledes er der Olympic Highway, som 16 kilometer nord Albury splitter fra Hume Highway og går til det centrale New South Wales gennem Wagga Wagga og videre, til den løber ud i Mid-Western Highway ved Cowra.
I 1888 blev Smollett Street buebroen i smedejern over Bungambrawatha Creek bygget. Gaden Smollet Street blev forlænget mod vest gennem den botaniske have for at give en direkte vej til Alburys jernbanestation fra Howlong Road. Broen er den første af to af sin slags i New South Wales. Den anden er Sydney Harbour Bridge.

### Jernbane
Alburys jernbanestation ligger på hovedlinjen mellem Sydney og Melbourne. Oprindeligt havde New South Wales og Victoria forskellige sporvidder, hvilket betød at alle rejsende i begge retninger var nødt til at skifte tog. For at gøre plads til dette byggede man en 450 meter lang overdækket perron, som er en af de længste i Australien. Strækningen mellem Seymour i Victoria og Albury åbnede i 1962 med spor med normal sporvidde, og siden har man kunnet køre direkte mellem Sydney og Melbourne uden stop i Albury.
Jernbanestation og banegård er registreret som bevaringsværdige hos Australian National Heritage List og New South Wales State Heritage Register.

### Lufthavn
Albury Airport er ejet og drives af lokalregeringen i City of Albury. Den er den næsttravleste regionale lufthavn i New South Wales med omkring 280.000 passagerer om året. Lufthavnen ligger 4 kilometer øst for centrum og har daglige ruteflyvninger til Sydney, Melbourne og Brisbane med kommercielle selskaber. Vejen til lufthavnet blev navngivet Borella Road i 1979 til ære for Albert Chalmers Borella, der fik Victoriakorset efter sin indsats under 1. verdenskrig og som er begravet i Albury.

## Uddannelse
Charles Sturt University har en afdeling i Albury. Oprindeligt lå den i centrum mellem gaderne Kiewa and David. Universitetet flyttede til et helt nyt campus i forstaden Thurgoona i 2009. Der er omkring 1.200 studerende.
University of New South Wales har en mindre afdeling for medicinstuderende, Rural Clinical School of Medicine, tæt på Albury Base Hospital.
La Trobe University har et Albury-Wodonga campus, som dog er beliggende i Wodonga.
Det statsejede TAFE, der tilbyder erhvervsuddannelser, har en afdeling i Albury.

## Kultur
HotHouse Theatre er Alburys eneste professionelle teatertrup. Den blev dannet i 1979 og hed tidligere Murray River Performance Group. Forestillingerne finder sted i HotHouse Theatre beliggende på Gateway Island i Victoria mellem Albury og Wodonga.
Jazz Albury Wodonga arrangerer jævnligt koncerter med nationale og internationale kunstnere i Jazz Basement, som også ligger på Gateway Island.
Turnerende kunstnere optræder ofte i Albury Entertainment Centre.
I 2015 åbnede kunstmuseet Murray Art Museum Albury, hvor tidligere Albury Regional Arts Centre lå.
I 2003 blev Albury søsterby med Nanping i den nordvestlige Fujian-provins i Kina.